# جاده ۷۰ ایالات متحده آمریکا
جاده ۷۰ ایالات متحده آمریکا (انگلیسی: U.S. Route 70) یکی از بزرگراه‌های اصلی سیستم بزرگراهی ایالت متحده آمریکا است که به طول ۳۸۳۲ کیلومتر از اتلنتیک، کارولینای شمالی شروع و در گلوب، آریزونا به پایان می‌رسد. این بزرگراه شرق آمریکا را به جنوب غربی این کشور متصل می‌کند.

## نگارخانه

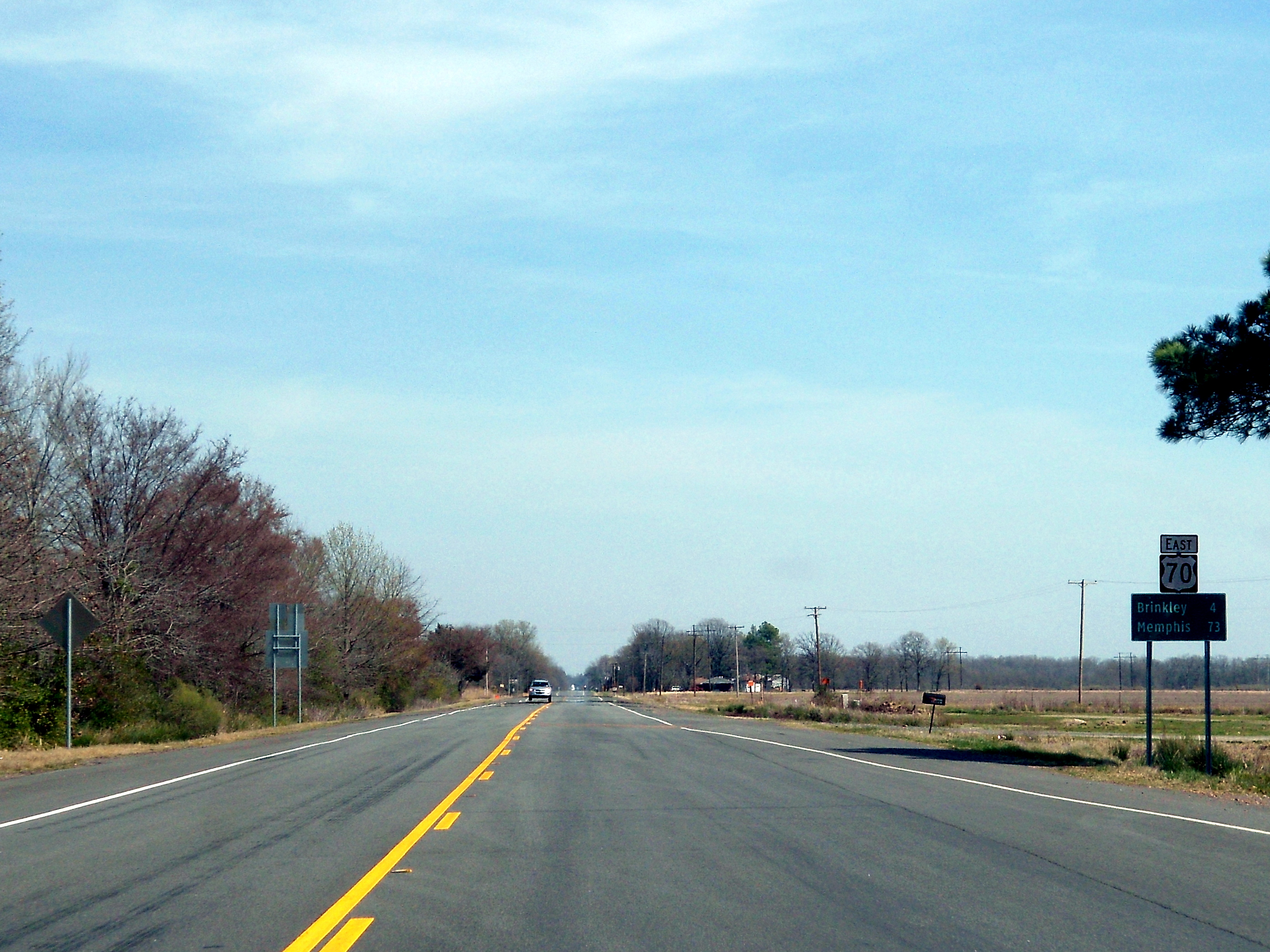
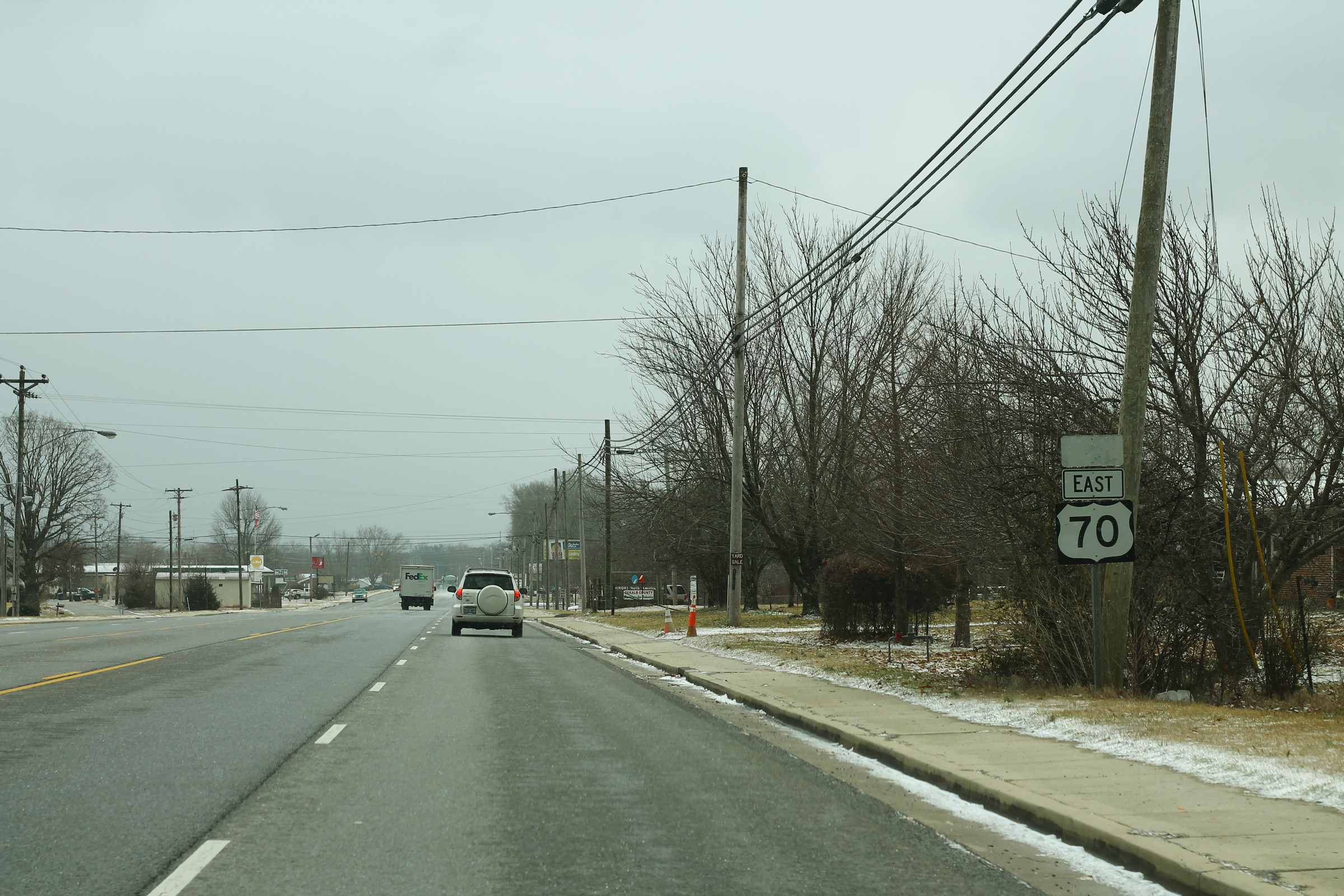
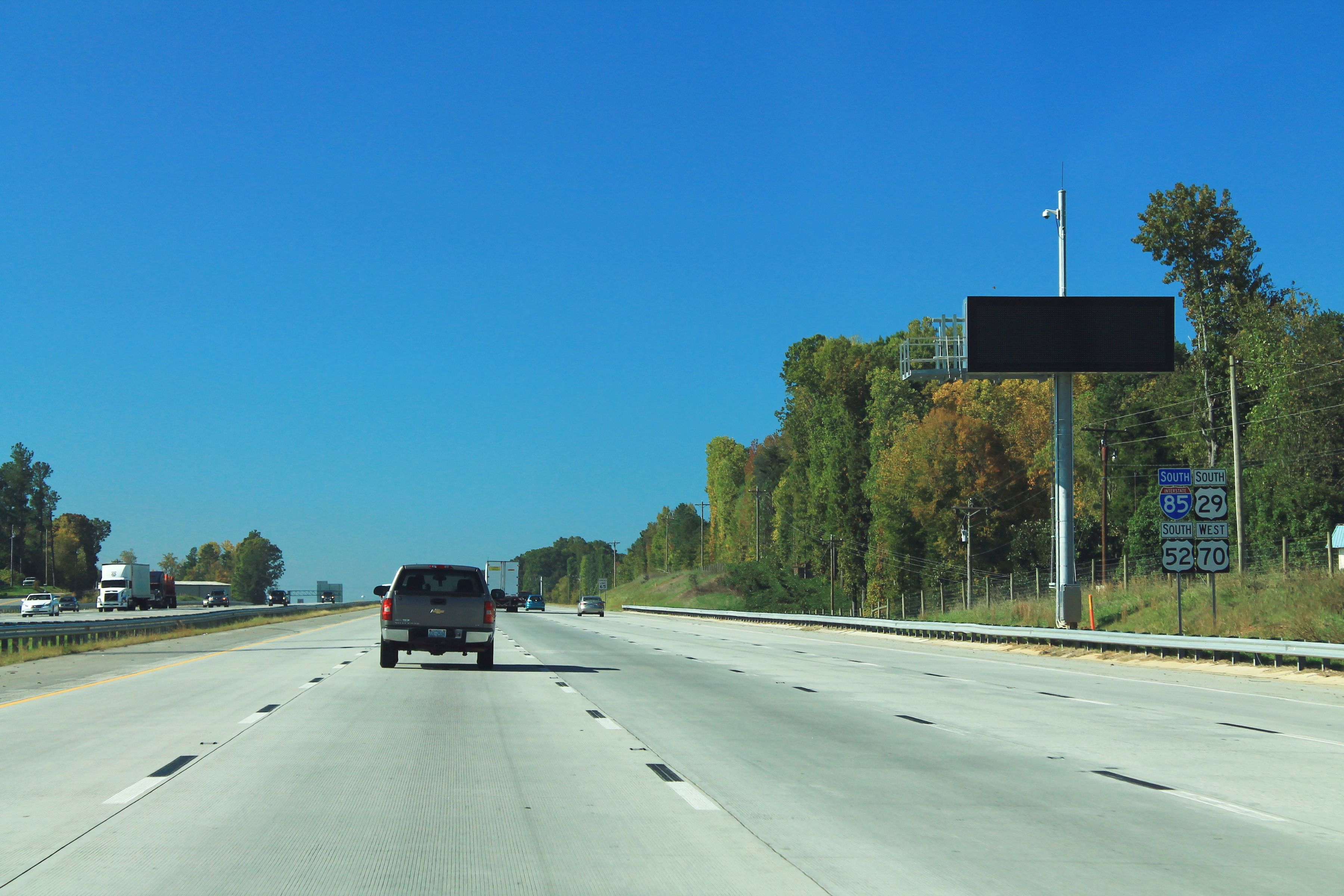
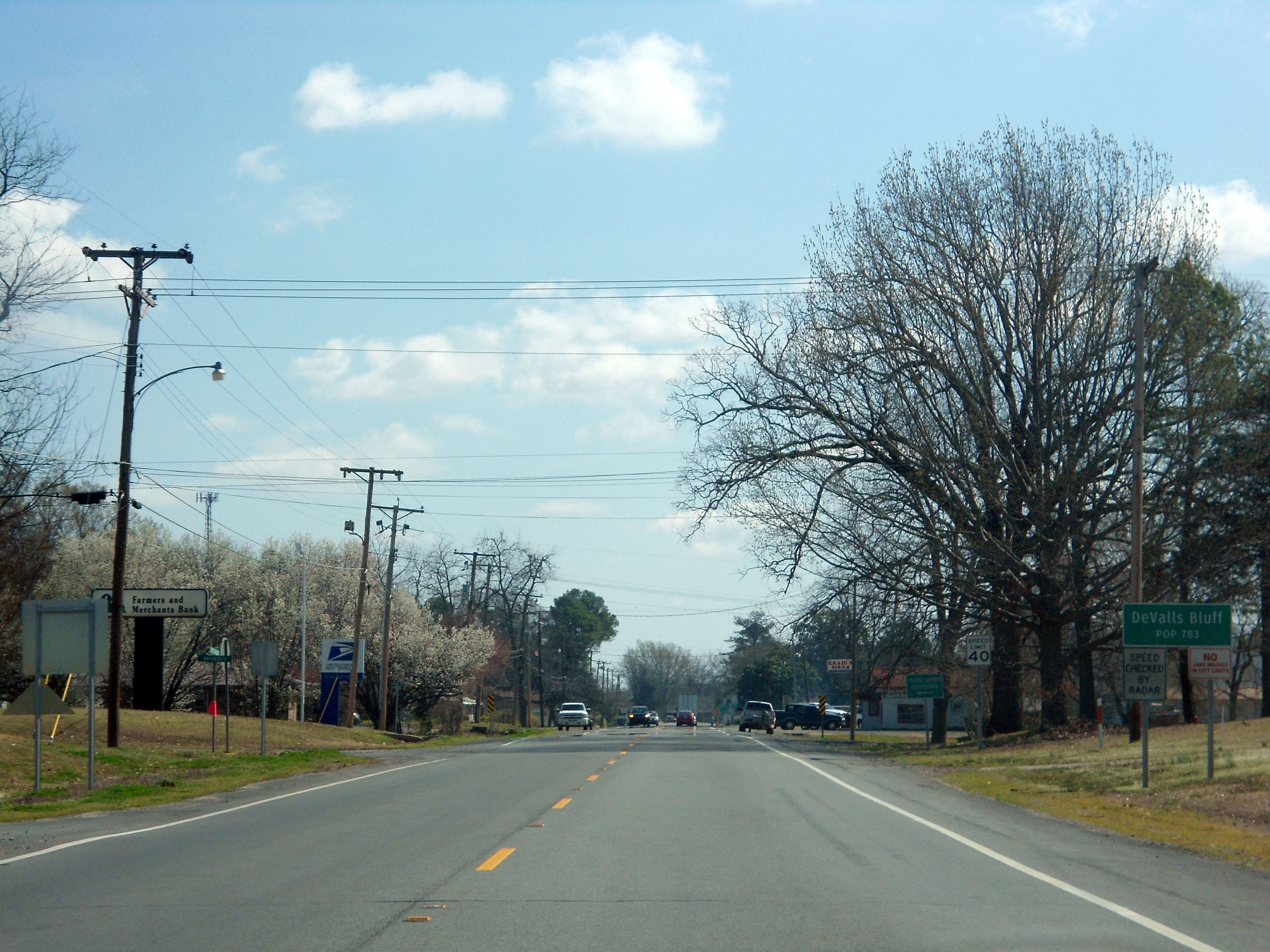